# Trichoscelia sequella
Trichoscelia sequella är en insektsart som först beskrevs av John Obadiah Westwood 1867.  Trichoscelia sequella ingår i släktet Trichoscelia och familjen fångsländor. Inga underarter finns listade i Catalogue of Life.